# Joaquín Álvarez de Toledo, XIX duca di Medina Sidonia
Joaquín Álvarez de Toledo, XIX duca di Medina Sidonia (Madrid, 28 dicembre 1865 – Madrid, 9 giugno 1915), è stato un nobile spagnolo.

## Biografia
Era il figlio di José Joaquín Álvarez de Toledo, e di sua moglie, Rosalía Caro. Alla morte del fratello divenne l'erede dei titoli del padre.

## Carriera
Studiò in Spagna, ma non si interessò alla politica o la carriera militare. Dedicò a maggior parte della sua vita all'amministrazione delle proprietà di famiglia.
Ha gestito bene il suo patrimonio, ma quando ha ereditato la maggior parte delle proprietà della famiglia, ebbe a che fare con una quantità enorme di debiti che aveva acquisito sua madre. La più urgente fu risolta con la vendita del Coto de Doñana a Don Guillermo Garvey, per 750.000 pesetas.
Come Grande di Spagna, ebbe posizioni di rilievo alla corte come Gentiluomo di camera del re o Caballerizo Mayor della Principessa delle Asturie.
Per affrontare altri debiti, fu costretto a vendere il suo palazzo Concha di San Sebastián, il castello di Martorell e le tenute di Jimena de la Frontera.

## Matrimonio
Sposò, il 10 aprile 1893 a Madrid, sua cugina Doña Rosalía Caro (17 settembre 1870-1918), Don Carlos Caro, XVIII conte di Caltavuturo. Ebbero cinque figli:
- Joaquín Álvarez de Toledo (18 aprile 1894-1955);
- Alonso Álvarez de Toledo, XIX marchese de Molina (11 agosto 1895-1936);
- María Álvarez de Toledo, III duchessa di Santa Cristina (24 luglio 1898-1974), sposò Salvador Ferrandis, ebbero due figli;
- José Álvarez de Toledo (12 settembre 1899-?);
- María del Rosario, II marchesa di Valverde (1 maggio 1901-5 dicembre 1955), sposò Rafael Márquez, ebbero due figli.

## Morte
Morì il 9 giugno 1915 nel suo palazzo di Madrid.

## Ascendenza
|                                                     |                         |                                                | Genitori                                                  |  |  | Nonni |  |  | Bisnonni                                |  |  | Trisnonni                                       |  |
|                                                     |                         |                                                |                                                           |  |  |       |  |  | 8. Francisco de Borja Álvarez de Toledo |  |  | 16. Antonio Álvarez de Toledo y Pérez de Guzmán |  |
|                                                     |                         |                                                |                                                           |  |  |       |  |  | 8. Francisco de Borja Álvarez de Toledo |  |  | 16. Antonio Álvarez de Toledo y Pérez de Guzmán |  |
|                                                     |                         | 17. Maria Antonia Dorotea Gonzaga              |                                                           |  |  |       |  |  | 8. Francisco de Borja Álvarez de Toledo |  |  |                                                 |  |
| 4. Pedro de Alcántara Álvarez de Toledo y Palafox   |                         |                                                |                                                           |  |  |       |  |  | 8. Francisco de Borja Álvarez de Toledo |  |  |                                                 |  |
|                                                     |                         | 9. María Tomasa Palafox y Portocarrero         | 18. Felipe Antonio de Palafox y Croÿ d'Havré              |  |  |       |  |  |                                         |  |  |                                                 |  |
|                                                     |                         | 9. María Tomasa Palafox y Portocarrero         | 18. Felipe Antonio de Palafox y Croÿ d'Havré              |  |  |       |  |  |                                         |  |  |                                                 |  |
|                                                     |                         | 9. María Tomasa Palafox y Portocarrero         | 19. María Francisca de Sales Portocarrero y Zúñiga        |  |  |       |  |  |                                         |  |  |                                                 |  |
| 2. José Joaquín Álvarez de Toledo y Silva           |                         | 9. María Tomasa Palafox y Portocarrero         |                                                           |  |  |       |  |  |                                         |  |  |                                                 |  |
|                                                     |                         | 10. José Gabriel de Silva-Bazán y Waldstein    | 20. José Joaquín de Silva-Bazán y Sarmiento               |  |  |       |  |  |                                         |  |  |                                                 |  |
|                                                     |                         | 10. José Gabriel de Silva-Bazán y Waldstein    | 20. José Joaquín de Silva-Bazán y Sarmiento               |  |  |       |  |  |                                         |  |  |                                                 |  |
|                                                     |                         | 10. José Gabriel de Silva-Bazán y Waldstein    | 21. Marie Anna von Waldstein-Wartenberg                   |  |  |       |  |  |                                         |  |  |                                                 |  |
| 5. Joaquina Maria del Pilar de Silva y Téllez-Girón |                         | 10. José Gabriel de Silva-Bazán y Waldstein    |                                                           |  |  |       |  |  |                                         |  |  |                                                 |  |
|                                                     |                         | 11. Joaquina Téllez-Girón y Pimentel           | 22. Pedro de Alcántara Téllez Girón y Pacheco             |  |  |       |  |  |                                         |  |  |                                                 |  |
|                                                     |                         | 11. Joaquina Téllez-Girón y Pimentel           | 22. Pedro de Alcántara Téllez Girón y Pacheco             |  |  |       |  |  |                                         |  |  |                                                 |  |
|                                                     |                         | 11. Joaquina Téllez-Girón y Pimentel           | 23. María Josefa Pimentel y Téllez-Girón                  |  |  |       |  |  |                                         |  |  |                                                 |  |
| 1. Joaquín Álvarez de Toledo y Caro                 |                         | 11. Joaquina Téllez-Girón y Pimentel           |                                                           |  |  |       |  |  |                                         |  |  |                                                 |  |
|                                                     | 12. Pedro Caro y Sureda | 24. Pedro Caro Fontes y Maza de Lizana         |                                                           |  |  |       |  |  |                                         |  |  |                                                 |  |
|                                                     | 12. Pedro Caro y Sureda | 24. Pedro Caro Fontes y Maza de Lizana         |                                                           |  |  |       |  |  |                                         |  |  |                                                 |  |
|                                                     | 12. Pedro Caro y Sureda | 25. Margarita Sureda y Togores                 |                                                           |  |  |       |  |  |                                         |  |  |                                                 |  |
| 6. Pedro Caro y Salas                               | 12. Pedro Caro y Sureda |                                                |                                                           |  |  |       |  |  |                                         |  |  |                                                 |  |
|                                                     |                         | 13. Dionisia de Salas y Boxadors               | 26. Antonio Fuster de Salas y Cotoner                     |  |  |       |  |  |                                         |  |  |                                                 |  |
|                                                     |                         | 13. Dionisia de Salas y Boxadors               | 26. Antonio Fuster de Salas y Cotoner                     |  |  |       |  |  |                                         |  |  |                                                 |  |
|                                                     |                         | 13. Dionisia de Salas y Boxadors               | 27. Dionisia Boxadors y Veri                              |  |  |       |  |  |                                         |  |  |                                                 |  |
| 3. Rosalía Caro y Álvarez de Toledo                 |                         | 13. Dionisia de Salas y Boxadors               |                                                           |  |  |       |  |  |                                         |  |  |                                                 |  |
|                                                     |                         | 14. Francisco de Borja Álvarez de Toledo (= 8) | 28. Antonio Álvarez de Toledo y Pérez de Guzmán (= 16)    |  |  |       |  |  |                                         |  |  |                                                 |  |
|                                                     |                         | 14. Francisco de Borja Álvarez de Toledo (= 8) | 28. Antonio Álvarez de Toledo y Pérez de Guzmán (= 16)    |  |  |       |  |  |                                         |  |  |                                                 |  |
|                                                     |                         | 14. Francisco de Borja Álvarez de Toledo (= 8) | 29. Maria Antonia Dorotea Gonzaga (= 17)                  |  |  |       |  |  |                                         |  |  |                                                 |  |
| 7. María Tomasa Álvarez de Toledo y Palafox         |                         | 14. Francisco de Borja Álvarez de Toledo (= 8) |                                                           |  |  |       |  |  |                                         |  |  |                                                 |  |
|                                                     |                         | 15. María Tomasa Palafox y Portocarrero (= 9)  | 30. Felipe Antonio de Palafox y Croÿ d'Havré (= 18)       |  |  |       |  |  |                                         |  |  |                                                 |  |
|                                                     |                         | 15. María Tomasa Palafox y Portocarrero (= 9)  | 30. Felipe Antonio de Palafox y Croÿ d'Havré (= 18)       |  |  |       |  |  |                                         |  |  |                                                 |  |
|                                                     |                         | 15. María Tomasa Palafox y Portocarrero (= 9)  | 31. María Francisca de Sales Portocarrero y Zúñiga (= 19) |  |  |       |  |  |                                         |  |  |                                                 |  |
|                                                     |                         | 15. María Tomasa Palafox y Portocarrero (= 9)  |                                                           |  |  |       |  |  |                                         |  |  |                                                 |  |